# Pietro Taglioretti
Pietro Taglioretti (Lugano, 1757 – Milano, 1823) è stato un pittore, architetto e diplomatico svizzero-italiano.

## Biografia
Figlio di Tommaso, studia pittura ed architettura a Roma presso Nicola Giansimoni e successivamente all'Accademia di Belle Arti di Parma. Nel biennio 1788 - 1789 partecipa allo studio della facciata del duomo di Milano e nel 1790 progetta il rifacimento della Chiesa prepositurale di San Vittore martire a Corbetta. Nel 1797 progetta l'abside della chiesa collegiata arcipretale di Sondrio.
Nel 1797 intraprende la carriera diplomatica e fino al 1804 ricopre l'incarico di agente per gli affari elvetici a Milano.
Massone, nel 1785 risulta iscritto in una lista dei membri della loggia milanese "La Concordia" e in un'altra lista della stessa loggia del 1787.